# Christel Verstegen
Christel Maria Antonia Arnolda Verstegen, född 27 mars 1973, är en holländsk bågskytt. Hon deltog vid olympiska sommarspelen 1992 och 1996.